# Тавматургия
Тавматургия (греч. θαυματουργία «чудотворение») — древнегреческое искусство магии и чудес; мастерство магов, «тауматургов».
Греческие фокусники (греч. θαυματουργοί или θάνματοποιοί) до эпохи Александра Македонского могли показывать своё искусство только на пирах. Позже театры потеряли свой священный характер, вследствие чего театральные представления также лишились характера богослужений. Представления стало возможным давать не только в Дионисовы праздники, но и в любое другое время.
Театры со временем приобрели сходство с современными театрами-варьете, причём главную роль играли именно фокусники. О фокусах, продемонстрированных ими, можно судить как по сообщениям древних авторов, так и по многочисленным рисункам на вазах. Фокусники плясали между обнажёнными мечами или на канате, играли многочисленными кольцами и мячиками, вытягивали всевозможные вещи из носа или уха одного из присутствующих, вливали с помощью ног вино из большого сосуда в маленький (стоя на руках и держа маленький сосуд пальцами одной ноги, а большой пальцами другой), стреляли из лука также с помощью ног (одной ногой они держали лук, а другой стрелу) и т. п.